# Siegmund Stein
Siegmund Salomo Dow Stein (geboren 24. Juli 1897 in Kalisz, Russisches Kaiserreich; gestorben 1942 beim Vernichtungslager Maly Trostinez bei Minsk) war ein deutscher Rabbiner.

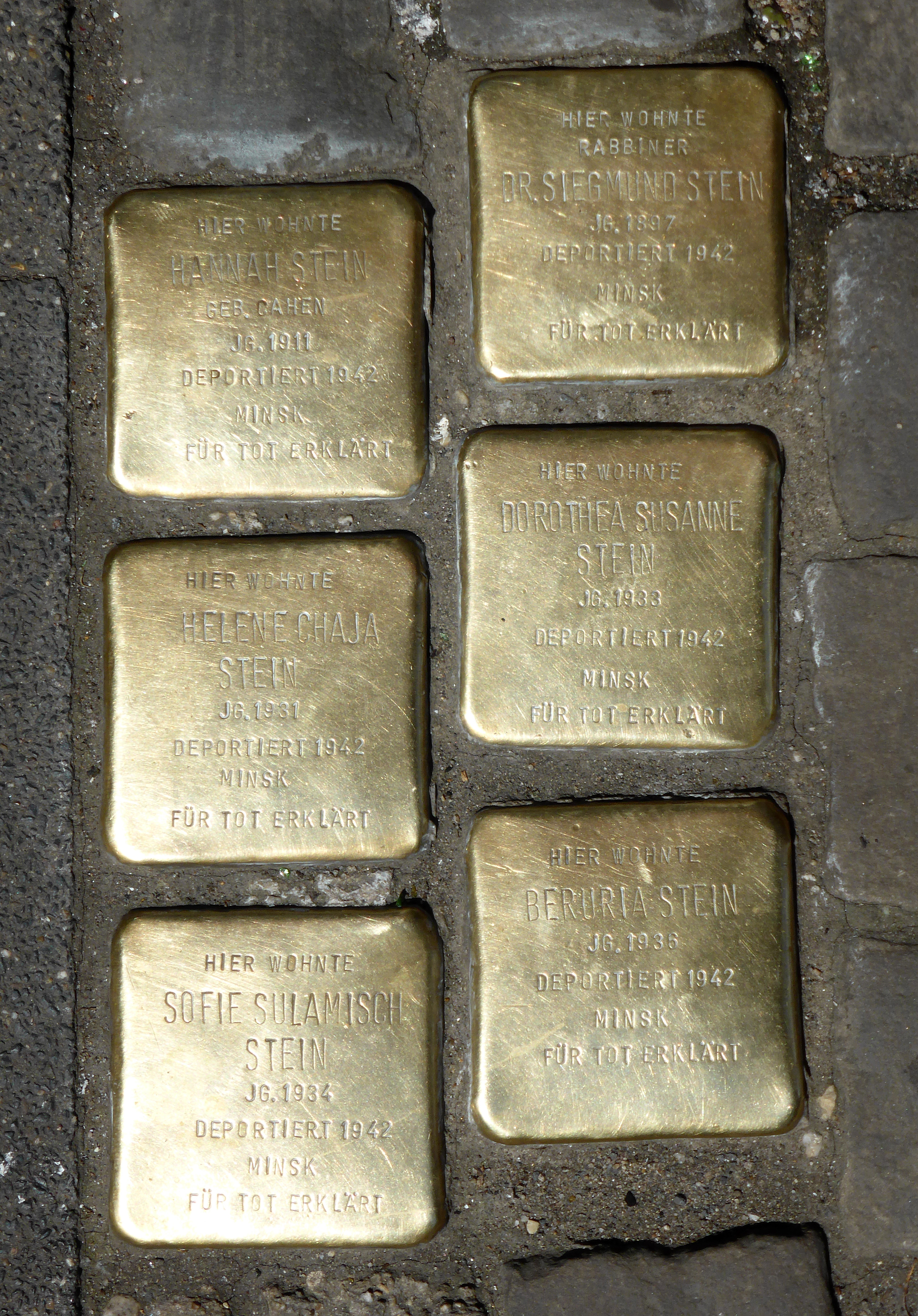
Stolpersteine für vier Kinder und ihre Eltern in der Jahnstraße in Köln

## Leben
Siegmund Stein war ein Sohn des Julius Jechiel Stein und der Fanny Stein. Die Familie emigrierte 1905 aus Russland nach Berlin, wo Stein die höhere Schule und Talmud-Tora-Schule der jüdischen Gemeinde besuchte. 1917 machte er das Abitur und wurde technischer Leiter der Jüdischen Volksküche in Berlin, die auch die jüdischen britischen Kriegsgefangenen versorgte.  
Er war von 1917 bis 1923 Student an der Universität Berlin und am Berliner Rabbinerseminar, er wurde 1924 an der Universität Würzburg promoviert. Während des Studiums war er als Lehrer an der Berliner Talmud-Tora-Schule tätig und engagierte sich bei Adass Jisroel und in der Jugendorganisation von Agudas Israel. 
Stein wurde 1923 Lehrer am jüdischen Reformgymnasium Jawne in Köln. Er heiratete Hanna Cahen, sie hatten vier Töchter. Nach der Emigration von Benedikt Wolf übernahm er 1935 die Leitung der Kölner Talmud-Tora-Schule und nach der Emigration von David Carlebach wurde er 1936 Rabbiner an der Kölner Synagoge „Adass Jeschurun“.  
Stein und seine Familie wurden am 20. Juli 1942 vom Bahnhof Köln-Deutz aus zusammen mit anderen Juden  deportiert und in einem bei Blagowschtschina gelegenen Waldstück in der Nähe des vom Deutschen Reich besetzten Minsk erschossen, sie wurden später für tot erklärt.